# Anders Bergquist
Anders Teodor Bergquist, född den 21 september 1887 i Skara, död den 6 juli 1965 i Göteborg, var en svensk militär. Han var far till Lennart Bergquist.
Bergquist blev underlöjtnant vid Västgöta regemente 1908 och löjtnant där 1913. Efter att ha genom Krigshögskolan 1923–1925 blev han kapten vid regementet 1926. Han fick transport som kapten till Älvsborgs regemente 1928, var verksam vid rikskommissionen för ekonomisk försvarsberedskap 1931–193 och blev major vid generalstaben 1933. Bergquist var stabschef hos militärbefälhavaren för Övre Norrlands trupper 1933–1935 och i infanteriinspektionen 1935–1938. Han blev överstelöjtnant vid generalstaben 1935 och överste i generalstabskåren 1937. Bergquist var chef för Älvsborgs regemente 1938–1942 och ställföreträdande militärområdesbefälhavare 1942–1944. År 1944 befordrades han till generalmajor och övergick samtidigt till reservstat. Bergquist invaldes som ledamot av Krigsvetenskapsakademien 1939. Han blev riddare av Svärdsorden 1929, kommendör av andra klassen av samma orden 1940 och kommendör av första klassen 1943.